# شاگی ۲ دوپ
شاگی ۲ دوپ (انگلیسی: Shaggy 2 Dope؛ زادهٔ ۱۴ اکتبر ۱۹۷۴) هنرپیشه، خواننده رپ، تهیه‌کننده موسیقی، کشتی‌گیر کشتی حرفه‌ای اهل ایالات متحده آمریکا است.